# 云南弓鱼
云南弓鱼（学名：Racoma yunnanensis）为鲤科弓鱼属的鱼类，俗名面鱼、云南裂腹鱼，是中国的特有物种。分布于澜沧江中游及湖泊、水库及怒江和伊洛瓦底江上游支流等，常见于缓流或静水水体中。该物种的模式产地在云南。
种加词 yunnanensis 意为“云南的”。

## 亚种
- 保山弓鱼（学名：Racoma yunnanensis paoshanensis），Tsao于1964年命名，俗名保山裂腹鱼，是中国的特有物种。分布于云南保山盆地东河、属怒江水系等。该物种的模式产地在云南保山。[2]
- 云南弓鱼指名亚种（学名：Racoma yunnanensis yunnanensis），Norman于1923年命名。在中国，分布于澜沧江中游等，常栖息于水库或缓流水体。该物种的模式产地在云南。

云南弓鱼指名亚种的肉可供食用，为经济鱼类。